# Gontran de Faramond de La Fajole
Gontran Marie Auguste de Faramond, vicomte de La Fajole (Toulouse, 11 février 1864-Paris, 20 mai 1950), est un officier de marine français. 

## Biographie
Il entre à l'École navale en octobre 1882 et en sort aspirant de 2e classe en août 1884. Aspirant de 1re en octobre 1885, il participe à une campagne sur le croiseur Duquesne dans le Pacifique. 
Enseigne de vaisseau (octobre 1887) à la division du Nord sur le cuirassé Marengo, il est promu lieutenant de vaisseau en août 1891 et est breveté de l’École des torpilles. Il prend part alors à une campagne dans le Pacifique sur le croiseur Duguay-Trouin (1893-1894). 
En 1896, il commande un petit torpilleur à Toulon puis est envoyé au Service hydrographique où il écrit un livre d'instructions nautiques pour les torpilleurs des côtes de la Corse. Attaché naval à Washington D.C (1898), poste dont il est le premier représentant, il est nommé en novembre 1905, capitaine de frégate. Second du cuirassé Saint-Louis en escadre de Méditerranée (1906-1908), il commande de 1908 à 1910 la 1re flottille de torpilleurs en Méditerranée. 
En juin 1910, il devient attaché naval à Berlin avec juridiction sur l'Autriche-Hongrie et la Hollande. Promu capitaine de vaisseau en janvier 1913, il sert durant la Première Guerre mondiale comme attaché naval en Scandinavie.
Membre de la Commission navale interalliée de Berlin (1919), nommé contre-amiral en décembre, il prend sa retraite peu après. 
On lui doit en 1932 des Souvenirs d'un attaché naval en Allemagne et en Autriche. 

## Récompenses et distinctions
- Chevalier (12 juillet 1897), Officier (11 juillet 1914) puis Commandeur de la Légion d'Honneur (24 janvier 1919).
- Officier d'Académie